# Observatorio de Antropología del Conflicto Urbano
El Observatorio de Antropología del Conflicto Urbano (OACU) (en catalán: Observatori d'Antropologia del Conflicte Urbà) es un colectivo de investigadores sociales fundado el 7 de noviembre de 2012 en Barcelona (España).
Actualmente el OACU se dedica a la investigación y a la formación, con especial énfasis en el estudio de la ciudad y uno de sus elementos constitutivos: el conflicto. Integrado por investigadores y profesionales independientes o pertenecientes a varios centros de investigación internacionales, el OACU tiene como principal reto activar y promover el estudio de la ciudad haciendo dialogar las perspectivas de la antropología urbana, la sociología, la arquitectura, el urbanismo, la geografía humana, la criminología, etc.

## Objetivos
Según el Observatorio de Antropología del Conflicto Urbano, la gran variedad de prácticas cotidianas que pueden observarse en la sociedad actual hace que los tipos de conflictos existentes sean múltiples, variables e imprevistos. Precisamente para evitar imprimir al dinamismo y la fluidez de la conflictividad social un cariz esencialista, el colectivo cree que es imprescindible analizar el conflicto no solo adentrándose en su dimensión social, sino, sobre todo, ubicándolo en su contexto urbano, es decir, la ciudad.
El OACU afirma que en la ciudad contemporánea ejercen un papel fundamental las relaciones de poder, la espacialidad y el control social que se ejerce sobre los individuos, tanto determinando como negando la espontaneidad de sus relaciones sociales. Así, el principal objetivo del OACU es aproximarse operativamente a la noción de conflicto adoptando una perspectiva interdisciplinaria y comparativa, centrando el análisis en un contexto local donde los procesos de negociación de lo urbano –y su declinación en la esfera social, cultural y política- implican una especie de lucha por el reconocimiento dentro de una sociedad global marcada por los imperativos neoliberales.

## Investigación
La investigación llevada a cabo por el OACU nace de la exigencia de entender y reflexionar sobre las formas que el “conflicto” toma en las ciudades contemporáneas. Según el colectivo, la conflictividad social es inherente a la sociedad urbana en general, una constante histórica que convierte las ciudades en epicentros de la revuelta y de sus modalidades. A partir de estos supuestos e inquietudes, el OACU pretende, por un lado, inventariar aquellos fenómenos de desacato cotidiano o extraordinario -muchas veces invisibles- dirigidos o inspirados por el rechazo a un orden espacial, económico, político o social y, por el otro, etnografiar dichos fenómenos, no solo como mera forma de resistencia y oposición en contra del “poder” –a las normativas que lo sustentan y a las autoridades que lo ejecutan-, sino sobre todo como emergencia, expresión y herramienta de lo urbano.
El colectivo afirma que bajo estos fenómenos confluyen las luchas por la vivienda, el copyleft, el pequeño hurto cotidiano en los grandes almacenes, la autonomía alimentaria o la lucha por el “espacio público”, es decir, la generación y conquista de formas de relación y de intercambio paralelas y combativas ante las condiciones de vida en la sociedad urbana. De igual forma, el OACU contempla acciones de “resistencia política” coordinadas por vecinos, asambleas o grupos autónomos, así como aquellos fenómenos de deserción urbana que tanto han incomodado a las ciencias sociales por su carencia de discurso: los motines cíclicos en las periferias de las grandes ciudades, los disturbios periódicos vinculados a las celebraciones deportivas, etc. 
Para el colectivo, todos estos fenómenos se asocian a los mecanismos de dominación urbana y mercantilización de la ciudad, emprendidos por las autoridades y el Capital. Dichos mecanismos –afirma el OACU- toman forma como proyectos de tematización y patrimonialización del espacio, turistificando el entorno y estimulando los procesos de privatización espacial, como la gentrificación y la especulación inmobiliaria, que acaban expulsando a grandes contingentes de población.
Actualmente el OACU investiga sobre amplias temáticas urbanas, diferentes pero extremadamente relacionas entre sí, que pueden repartirse en cinco líneas principales:
1. Etnografía de la diferenciación espacial y clases sociales
2. Etnografía de las concentraciones multitudinarias
3. Etnografía de las élites
4. Antropología de los vacíos urbanos
5. Antropología de la ciudad nómada

## Actividad
Desde el año de su fundación, el OACU ha organizado diferentes actividades, tanto académicas como extra-académicas, tales como jornadas, seminarios, conferencias, rutas críticas, presentación de libros y revistas, ciclos de cine y documentales.
Entre estas, destacan en particular las Jornadas Internacionales de Antropología del Conflicto Urbano, cuya primera edición fue celebrada del 7 al 10 de noviembre de 2012 en la Universidad de Barcelona, organizada en colaboración con el Grup de Recerca sobre Exclusió y Control Socials (GRECS-UB) y el apoyo del Instituto Catalàn de Antropología (ICA), del Inventari del Patrimoni Etnològic de Catalunya (IPEC) y de la propia Universidad de Barcelona (UB). Su segunda edición, celebrada del 11 al 13 de agosto de 2014 en la Universidade Federal do Rio de Janeiro, fue organizada en colaboración con el Laboratório de Etnografía Metropolitana (LeMetro) y con el apoyo de la Fundação de Amparo à Pesquisa do Estado do Rio de Janeiro (FAPERJ), del Conselho Nacional de Desenvolvimento Científico e Tecnológico (CNPq), del Instituto de Filosofia e Ciências Sociais da Universidade Federal do Rio de Janeiro (IFCS-UFRJ), del Instituto Nacional de Ciência e Tecnologia de Estudos Comparados em Administração Institucional de Conflitos (INCT-InEAC/UFF) y del Programa de Pós-Graduação em Educação, Cultura e Comunicação em Periferias Urbanas (PPGECC-FEBEF/UERJ).
También cabe señalar la celebración del seminario Contra la reificación de tres conceptos claves en el pensamiento urbano, celebrado del 5 al 6 de junio de 2014 en la Universitat de Barcelona y organizado en colaboración con la red Contested Cities y el Grup de Treball sobre Etnografia dels Espais Públics (GTEEP-ICA) y el apoyo del Institut Català d’Antropologia (ICA) y de la Universitat de Barcelona (UB).
Dentro de la oferta de formación complementaria del Màster en Antropologia i Etnografía de la Universidad de Barcelona y del Programa de Doctorat en Estudis Avançats en Antropologia Social de la misma universidad, el OACU ha impartido el ciclo de seminarios El Impacto Social de la Arquitectura, organizado en colaboración con el Grup de Recerca en Exclusió i Control Socials (GRECS), el grupo de investigación Perifèries Urbanes (GTPU-ICA) y el colectivo Repensar Bonpastor, y desarrollado en 14 sesiones diferentes del 8 de enero al 24 de febrero de 2014.
El OACU lleva a cabo actividades con periodicidad mensual, como el Seminario Permanente, un espacio de análisis y debate comparativo e interdisciplinar sobre diferentes temáticas relacionas con el estudio de la ciudad, o el cine-fórum denominado La Mirada Anterior, que analiza las miradas que se han producido desde el medio audiovisual sobre la ciudad y los conflictos que la caracterizan.

## Publicaciones
El OACU publica frecuentemente un blog y sus miembros escriben, tanto a título individual como colectivo, en varias publicaciones académicas, revistas, periódicos, etc. A continuación, se señalan algunas de ellas:
- ARICÓ, Giuseppe(2014) “La vida en "Venus". Gentrificación, conflicto y reproducción social en el barrio de La Mina, Barcelona”, en LUNDSTEEN, Martin et al. (coomp.), Reproducción social y conflicto en las periferias urbanas del estado español, pp. 15-39, Tarragona: URV [ISBN-13: 978-84-697-0505-6].
- ARICÓ, Giuseppe(2013) “Lluitar per la ciutat en l’era neoliberal. Envers una Antropologia del Conflicte Urbà”, Quaderns-e de l’Institut Català d’Antropologia, 18 (2), Barcelona: ICA, pp. 6-21 [ISSN 169-8298].
- ARICÓ, Giuseppe y MANSILLA, José A. (2014), “Retòriques i resistències d’un conflicte: la lliçó de Gamonal”, La Directa, 348 (5-12/02), pp. 11.
- ARICÓ, Giuseppe y STANCHIERI, Marco Luca (2014), “El discreto encanto del “espacio público””, Revista Diagonal, 38, pp. 21-24, Barcelona: ARD [ISSN: 2013-6528].
- ARICÓ, Giuseppe, MANSILLA, José A. y STANCHIERI, Marco Luca (Coord.) (2015 próx.), Mierda de Ciudad. Una rearticulación crítica del urbanismo neoliberal desde las ciencias sociales, Barcelona: Pol•len Edicions [ISBN: próx.]
- DELGADO, Manuel (2007), La ciudad mentirosa. Fraude y miseria del “modelo Barcelona”, Madrid: La Catarata. [ISBN: 978-84-8319-320-4]
- DELGADO, Manuel (2011), El espacio público como ideología, Madrid: La Catarata [ISBN: 978-84-8319-595-6].
- MAKHLOUF, Muna (2014) “Transformaciones urbanas y procesos de gentrificación desde la resistencia. Aproximaciones a un movimiento vecinal en la Barceloneta, Barcelona", Working Paper Series. Gentrificación, Resistencias y desplazamiento en España, Madrid: Contested Cities  [ISSN: 2341‐2755].
- MALET,  Daniel (2013), “Procesos de revalorización patrimonial en el barrio de Alfama: el papel de los estudiantes Erasmus en la tematización de la ciudad”, Etnográfica , vol. 17 (1), pp. 31-50 [DOI : 10.4000/etnografica.2532].
- MANSILLA, José A. (2014) “The other Poblenou”, La Directa, 368 (02-08/07).
- MANSILLA, José A. y ARICÓ, Giuseppe (2014), “A 10 años del Fórum de las Culturas. El Parc del Fòrum: una plaza sin gente para gente sin plaza” (enlace roto disponible en Internet Archive; véase el historial, la primera versión y la última)., Periódico Diagonal, (23/07).
- MARCÚS, Juliana (2011), “La ciudad múltiple. Percepciones, usos y apropiaciones del espacio urbano”, en MARGULIS, M., URRESTI, M. y LEWIN, H. (comps) Las tramas del presente desde la perspectiva de la sociología de la cultura, Buenos Aires: Editorial Biblos [ISBN: 978-950-786-873-3].
- MARCÚS, Juliana (2013),  “Los impactos económicos, sociales y culturales de los procesos de renovación urbana en el barrio de Barracas en la Ciudad de Buenos Aires”, en AAVV (comps.) Crisis y emergencias sociales en América Latina, Santiago de Chile: FACSO [ISBN: 978-956-19-0828-4].
- MARCÚS, Juliana (2014), “'Vos (no) sos bienvenido': El control y la regulación del espacio urbano en la Ciudad de Buenos Aires”, Scripta Nova, Vol. XVIII, núm. 493 (15), Universidad de Barcelona [ISSN: 1138-9788].
- MARCÚS, Juliana (2014), “Precariedad habitacional en la Ciudad de Buenos Aires: familias encabezadas por mujeres migrantes que residen en habitaciones de hoteles-pensión”, en FAWAZ, J., SOTO, P. y ZICAVO, N. (eds.) Resignificando la familia en América Latina: entre imágenes y realidades, Región de Concepción, Chile: Universidad del Bío-Bío [ISBN: 978-956-9275-31-9].
- MILANO, C., & MANSILLA, J. (2018). Ciudad de vacaciones. Conflictos urbanos en espacios turísticos. Pol. len: Barcelona.
- MORELL, Marc (2000), “"Fer barri". Escala, turisme i urbanisme en el més ençà de la globalització”, en AGUILÓ, Antoni J. et al. (Coord), Globalització: visions crítiques actuals, Palma de Mallorca: Edicions UIB, pp. 187-211 [ISBN: 878-84-8384-1594].
- MORELL, Marc (2014), “El trabajo de la gentrificación. Un bosquejo en torno a la formación de un sujeto histórico urbano”, Working Paper Series. Gentrificación, Resistencias y desplazamiento en España, Madrid: Contested Cities  [ISSN: 2341‐2755].
- NAVAS, María Gabriela (2012), Malecón 2000. El inicio de la regeneración urbana de Guayaquil: Un enfoque proyectual, Quito: FLACSO [ISBN: 978-9978-67-358-4].
- OACU (2013), “Antropologia del Conflicte Urbà. Aproximacions Etnogràfiques a les Lluites per la Ciutat (Vol. I)”, Quaderns-e de l’Intitut Català d’Antropologia, 18 (2), Barcelona: ICA, pp. 1-142, (dossier 1, coordinado por Giuseppe Aricó)  [ISSN 169-8298].
- OACU (2014), “Antropologia del Conflicte Urbà. Aproximacions Etnogràfiques a les Lluites per la Ciutat (Vol. II)”, Quaderns-e de l’Intitut Català d’Antropologia, 19 (1), Barcelona: ICA, pp. 140-219, (dossier 2, coordinado por Cecilia Vergnano, José A. Mansilla y Giuseppe Aricó) [ISSN 169-8298].
- OACU (2014), “Dossier. A voltes amb el conflicte urbà”, La Veu del Carrer, Barcelona: FAVB, pp. 15-25.
- PORTELLI, Stefano (2015) La ciudad horizontal: urbanismo y resistencia en un barrio de casas baratas de Barcelona, Barcelona: Bellaterra Edicions [ISBN:  978-8472-90-707-2].
- STANCHIERI, Marco Luca y ARICÓ, Giuseppe (2013), “La trampa urbanística de los ‘vacíos urbanos’: casos etnográficos en Barcelona” (enlace roto disponible en Internet Archive; véase el historial, la primera versión y la última)., en DAROQUI A. (comp.) 20 años de pensar y repensar la sociología: nuevos desafíos académicos, científicos y políticos para el siglo XXI, Buenos Aires: Universidad de Buenos Aires [ISBN: 978-950-29-1441-1].
- STANCHIERI, Marco Luca y ARICÓ, Giuseppe (2014), “Agricultura urbana comunitària: esperit ecològic o lluita social?”, La Directa, 345 (15-21/01), pp. 11.
- VERGNANO, Cecilia (2014), “Conexiones entre una agresión romófoba y un proyecto de regeneración urbanística en la periferia de Turín, Italia. Una aproximación crítica”, Quid16. Revista de Área de Estudios Urbanos, n.º 4, [ISSN: 2250-4060].
- YANES, Sergi (2013), “Park Güell: l’exclusivització d’un espai públic”, La Directa, 340 (27/11-3/12).